# Gluino
Um gluino (
g͂
) é uma s-partícula hipotética do glúon. De acordo com os físicos teóricos da supersimetria, os gluinos devem ser produzidos em aceleradores de partículas como o Grande Colisor de Hádrons por forma da produção de par, se eles existirem.
Nas teorias supersimétricas, gluinos são férmions de Majorana e interage através da força nuclear forte como um octeto de cor. Gluinos possuem lépton igual a 0, bárion igual a 0 e spin igual a 1⁄2.
Gluinos decaem por meio de interações fortes em um squark e um quark. Então, quase que instantaneamente, o squark decai num outro quark e na partícula elementar supersimétrica mais leve possível. Isto significa que o rastro de um gluino num colisor de hádrons seriam quatro jatos e alguma energia faltante.
Entretanto, se gluinos são mais leves que squarks, três partículas de decaimento de um gluino a um neutralino e um par quark–antiquark é cinematicamente acessível através de um único squark.